# Jardin botanique de Montréal
Le Jardin botanique de Montréal est situé dans l'est de la ville de Montréal au Québec (Canada) et il est l'un des plus importants jardins botaniques du monde. Il a été fondé le 9 juin 1931 par le frère Marie-Victorin et conçu par l'architecte paysagiste Henry Teuscher avec la collaboration de l'architecte paysagiste Frederick Gage Todd. Il s'étend sur 75 ha dans l'arrondissement Rosemont–La Petite-Patrie, au nord de la rue Sherbrooke et du Parc olympique.
En 2009, le Jardin botanique de Montréal se joint à l'Espace pour la vie, le plus important complexe muséal en sciences naturelles du Canada.

## Histoire

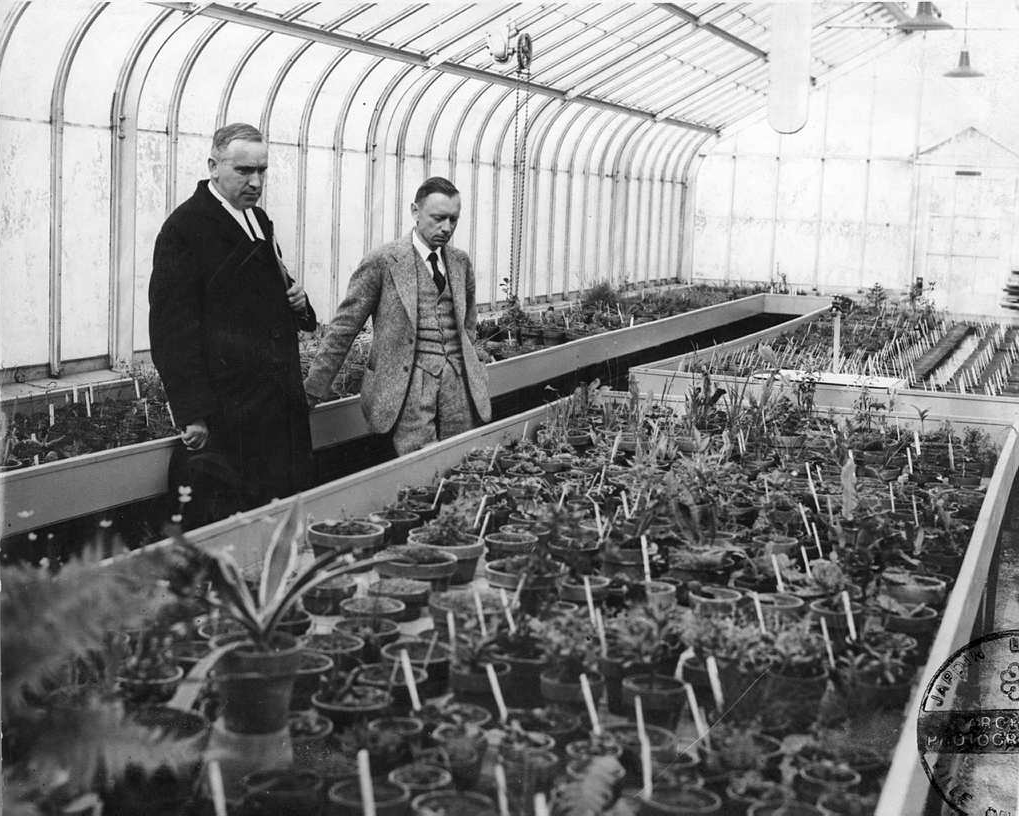
Henry Teuscher avec le frère Marie-Victorin à la Serre A-1, 1936

### Origine

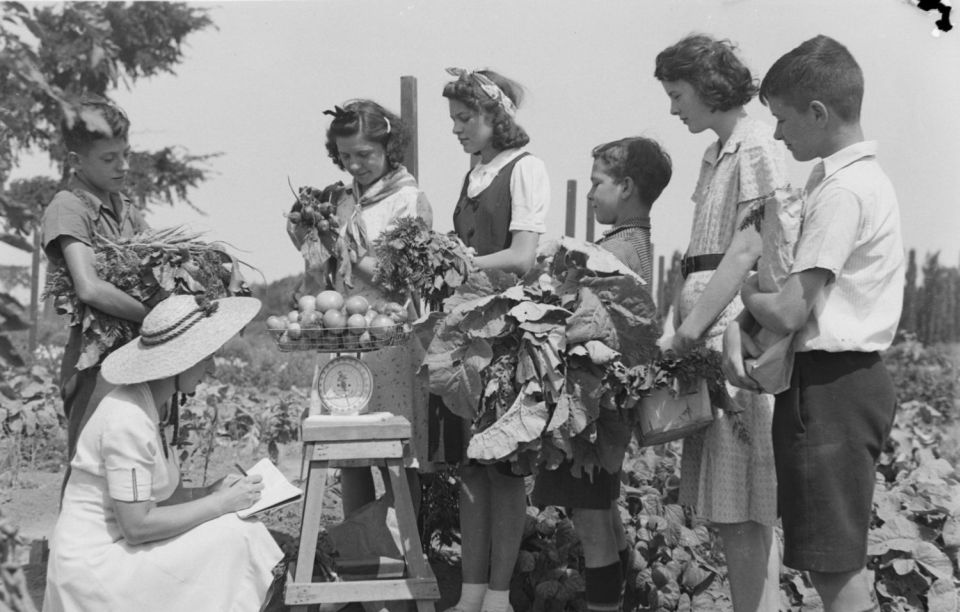
De jeunes apprentis jardiniers du Jardin botanique de Montréal font peser le fruit de leurs récoltes sur une balance, 7 août 1941.

L'idée de doter Montréal d'un jardin botanique d'envergure flottait déjà dans l'air au milieu du XIXe siècle. En 1863, le géologue de l'Université McGill John William Dawson propose la création d'un jardin botanique. Le projet n'a pas de suite, mais l'idée est reprise en 1885 par la Montreal Botanical Garden Association qui obtient des subventions pour la création d'un jardin sur le Mont-Royal. Le projet échoue lui aussi en raison de problèmes administratifs.
Il faut attendre les années 1920 pour que l'idée vienne éclore dans l'esprit d'un jeune botaniste, le frère Marie-Victorin, alors professeur à l'Université de Montréal. Avec l'aide de Jules Brunel, il mène de front deux projets, la mise sur pied du Laboratoire de botanique (qui deviendra l'Institut botanique pour le développement de l'enseignement et de la recherche universitaire) et l'ouvrage la Flore laurentienne. C'est en 1925 qu'il propose finalement la création d'un jardin botanique à Montréal. En 1930, l’Association du Jardin botanique voit le jour et remet l'année suivante un rapport présentant les grandes lignes du projet de jardin.
Malgré la Grande Dépression, les aléas des élections municipales et de la Seconde Guerre mondiale, le projet réussit malgré tout à prendre racine et à se développer, nourri par la passion du frère Marie-Victorin et de celui qui deviendra le chef horticulteur du jardin, Henry Teuscher. Le lieu choisi est une partie du parc Maisonneuve qui avait accueilli autrefois le noviciat du Mont-de-La-Salle.

### Les débuts
Henry Teuscher est sollicité pour participer à la conception du Jardin et à l'intégration des bâtiments au site. Les difficultés économiques de la Grande Dépression pèsent cependant sur le projet. Malgré tout et avec l'appui du premier ministre Maurice Duplessis, le projet prend forme au fil des années après la fondation officielle du Jardin en 1931. Conçu par Lucien F. Kéroack, le bâtiment administratif Art déco, aujourd'hui appelé édifice Marie-Victorin, est commencé en 1931 et s'achève en 1938, avec des thèmes emblématiques sculptés par Henri Hébert et Joseph Guardo. L'aménagement de jardins d'accueil se déroule entre 1936 et 1939, et les serres d'exposition sont inaugurées en 1956.
D'autres collaborateurs s'ajoutent, notamment Jacques Rousseau et Jules Brunel. Le Jardin prend forme avec l'ajout d'une pépinière, de serres et de jardins de vivaces et d'annuelles. Teuscher entoure le jardin d'inspiration européenne de hautes clôtures. Les ouvrages se suivent, l'alpinum, des lacs artificiels, une entrée principale, des fontaines, des cascades, et un jardin de plantes aquatiques.
Marie-Victorin meurt en 1944. Jacques Rousseau devient directeur du Jardin. Teuscher est le conservateur en chef. Rousseau ajoute un nouvel herbier et une bibliothèque, complémentaires de ceux de l'Institut botanique. Il contribue également, par de nombreux articles et par ses explorations, au rayonnement scientifique du Jardin. Il quitte ses fonctions en 1956.
Sous l'administration de Jean Drapeau, la construction des serres peut redémarrer. Elles sont inaugurées en 1956. On y retrouve plusieurs serres, une centrale pour les expositions de cactus, de plantes tropicales, de fougères, etc. Le Jardin est dirigé par Émile Jacques durant une année, puis par André Champagne les trois années suivantes. Sous son mandat, Champagne renforce le volet éducatif et scientifique du Jardin. Malgré tout, le Jardin subit un déclin, alimenté par la fin des activités de l'Institut botanique. Teuscher quitte le Jardin en 1962.
Yves Desmarais succède à André Champagne comme directeur de 1961 à 1971. On lui doit l'organisation d'imposantes expositions florales qui se déroulent chaque année. La partie nord du Jardin est aménagée en arboretum. Marcel Raymond succède à Teuscher comme conservateur qui demeure en poste jusqu'en 1970 et contribue à enrichir les collections du Jardin. Après son départ, le poste reste vacant et la recherche scientifique du Jardin ralentit. Le Jardin lui-même souffre d'un manque d'entretien.

### Pierre Bourque
La conjoncture économique et l'intérêt naissant pour l'environnement aidant, le Jardin botanique de Montréal prend toutefois son véritable essor dans les années 1970. Sous la direction à partir de 1980 de Pierre Bourque, jusqu'alors horticulteur en chef, assisté d'Émile Jacqmain, qui lui succède comme horticulteur en chef, les activités de recherche recommencent et le succès des Floralies internationales de 1980 provoque une véritable ouverture sur le monde. Rénovation des serres, nouvelles installations, coopération accrue avec l'Université de Montréal, création de sociétés et d'amicales, élaboration d'un programme de formation professionnelle en horticulture ornementale : le bilan de ces années est impressionnant. L'aménagement extérieur du Jardin est repris en main, l'arboretum est mis en valeur, de nouvelles méthodes d'entretien sont introduites. De nouvelles serres et de nouveaux jardins sont inaugurés, notamment la Roseraie, les jardins de bonsaïs et de penjings, le jardin japonais, selon les plans du paysagiste Ken Nakajima, et le jardin de Chine, du paysagiste Le Weizhong. La Société d'animation du Jardin et de l'Institut botaniques (SAJIB), renommé les Amis du Jardin Botanique en 1991, ainsi qu'une nouvelle école d'horticulture sont mises sur pied.

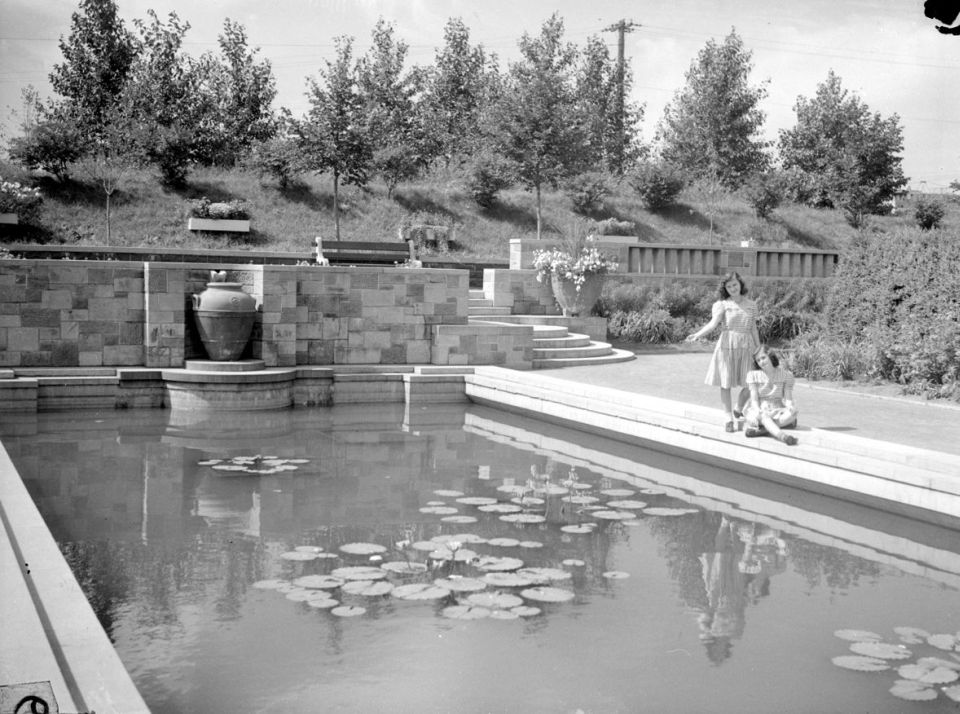
Sur le bord d'un bassin du Jardin botanique, août 1946

Pierre Bourque demeure directeur jusqu'au 31 mars 1994. Il devient la même année maire de Montréal. Cette période voit le Jardin botanique s'élever au rang qui est aujourd'hui le sien parmi les grands jardins du monde grâce à la réalisation de projets d'envergure.

### Expansions et rénovations
Depuis, le rythme de croissance n'a pas ralenti ainsi qu'en témoignent le nouveau complexe d'accueil (1995), la serre d'accueil Molson (1995), la Maison de l'arbre (1996) et le Jardin des Premières Nations (2001), avec un pavillon conçu par Saucier+Perrotte. En 2010, le Centre sur la biodiversité ouvre ses portes au Jardin botanique grâce à un investissement de 25 millions $. En octobre 2024, la ville de Montréal annonce un projet de 450 millions de dollars étalés sur 15 ans pour notamment rénover les serres et réaménager les jardins situés le long du boulevard Pie-IX.

## Description

Logo du Jardin botanique de Montréal

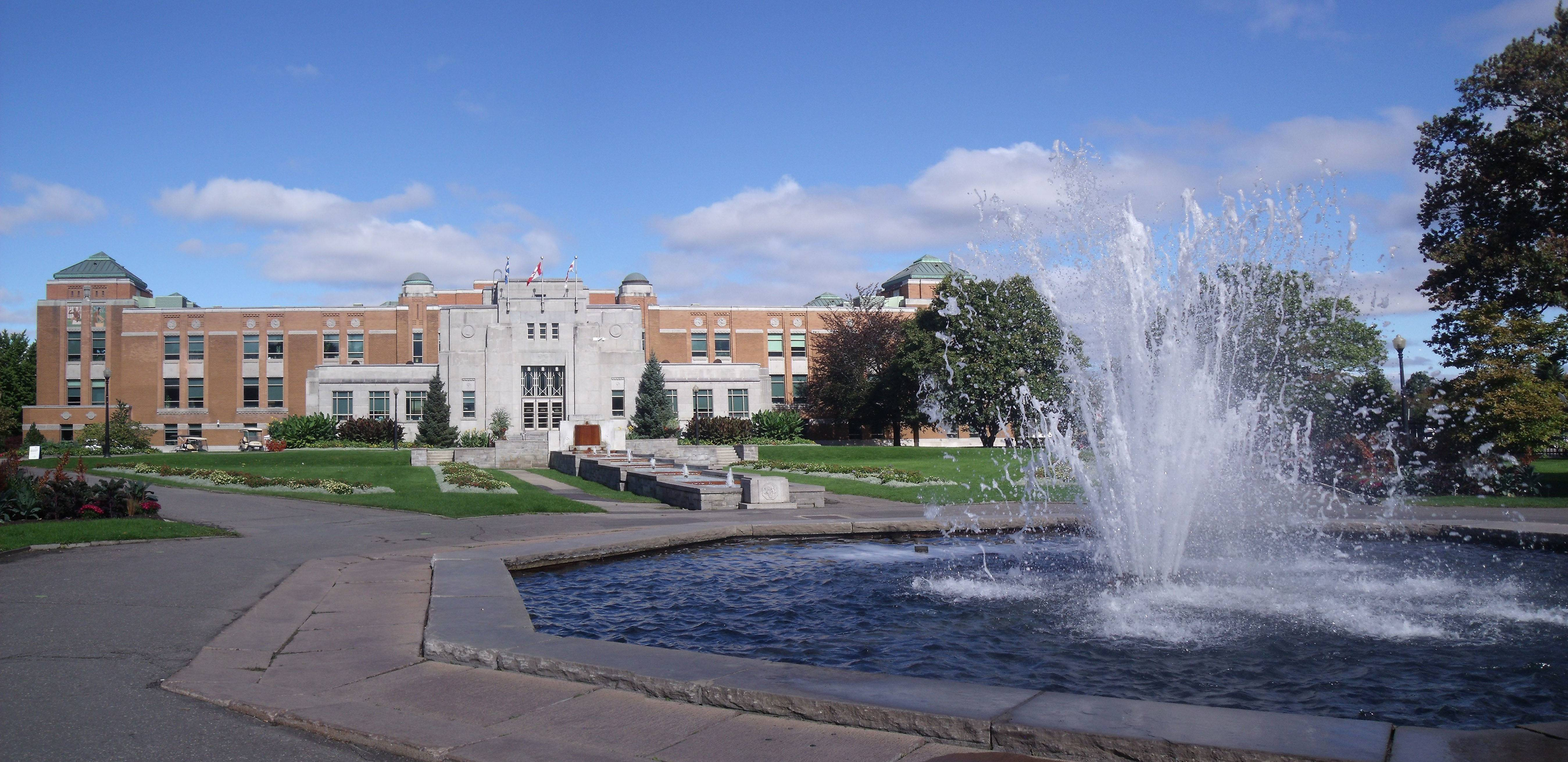
Le pavillon administratif à l'entrée du jardin

Grâce à sa collection de 22 000 espèces et cultivars de plantes, ses 10 serres d'exposition, sa trentaine de jardins thématiques, son équipe de chercheurs et ses programmes d'animation, le Jardin botanique de Montréal se classe parmi les plus importants et les plus beaux jardins botaniques du monde.
Ouvert toute l'année, le jardin se compose de dix serres d'exposition ainsi que de nombreux jardins thématiques. On peut notamment y visiter le Jardin de Chine, le jardin japonais, le Jardin des Premières-Nations, la Roseraie, le Jardin du sous-bois, l'arboretum et plusieurs autres jardins à thèmes. Par ailleurs, l'Insectarium et la Maison de l'arbre sont situés sur le terrain du jardin botanique.
Parmi les végétaux en vedette au jardin botanique, on dénote les aracées, les bégonias, les bonsaïs et penjings, les broméliacées, les cycadées, les cactacées et succulentes, les fougères, les gesnériacées, les lilas, les lotus, les orchidées et les pommetiers décoratifs.
Le Jardin botanique de Montréal a été reconnu comme un lieu historique national du Canada en mai 2008.

## Activités au gré des saisons
Papillons en liberté
De fin février jusqu'en avril, dans la grande serre, de très nombreux papillons volent en liberté accompagnés d'un fond de musique classique. Tous les cycles de vie du papillon sont observables et commentés par des guides (l'œuf — la larve (ou chenille) — la nymphe (ou chrysalide) — l'imago (papillon adulte) et cela dans un milieu tropical reconstitué pour combler tous les besoins des papillons. Cette activité est maintenant terminée depuis 2018.
Le temps des sucres
Début mars, à la maison de l'arbre, dégustation des produits de l'érable.
L'Odyssée des monarques
Fin août, début septembre, dans le jardin en face de l'insectarium, étiquetage et lâché des papillons monarques. Dans le cadre de cette activité, les jeunes élèves peuvent être initiés à la connaissance des cycles de vie des papillons en participant à cette aventure, via l'obtention d'une trousse d'élevage par leur école!
La Magie des lanternes

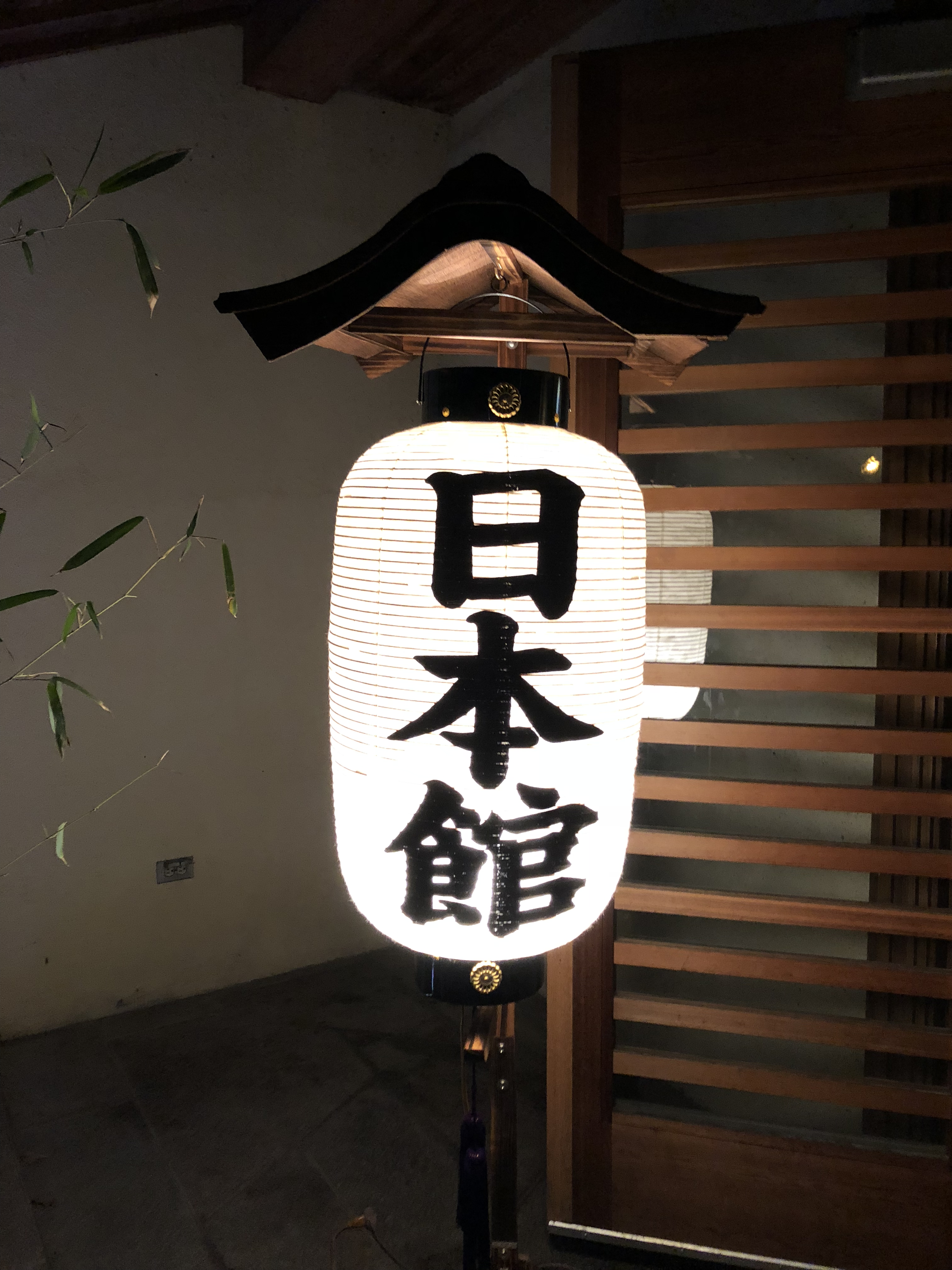
Jardin des Lumières

Depuis 1992, de septembre à octobre, au Jardin de Chine, l'évènement « La magie des lanternes » initie les visiteurs à une nouvelle facette de la culture traditionnelle chinoise tout en éclairant le Jardin de Chine de lanternes à la fine armature entièrement recouverte de soie. Les lanternes de soie, bien que dessinées à Montréal, sont conçues de manière artisanale, selon l'art traditionnel chinois, et expédiées par bateau à Montréal où elles sont installées pour l'émerveillement de nombreux visiteurs. La visite s'accompagne de la complainte mélodieuse du erhu, violon traditionnel chinois. Les enfants ont, en outre, la possibilité de s'essayer à la calligraphie, guidés par des animateurs habillés pour l'occasion avec des soieries.
Le Grand Bal des citrouilles
Pendant le mois d'octobre, des centaines de citrouilles décorées sont exposées dans la grande serre. Des décors extérieurs très festifs nous convient aux joies de l'automne, telles les récoltes et la fête de l'Halloween.

## Photos du jardin

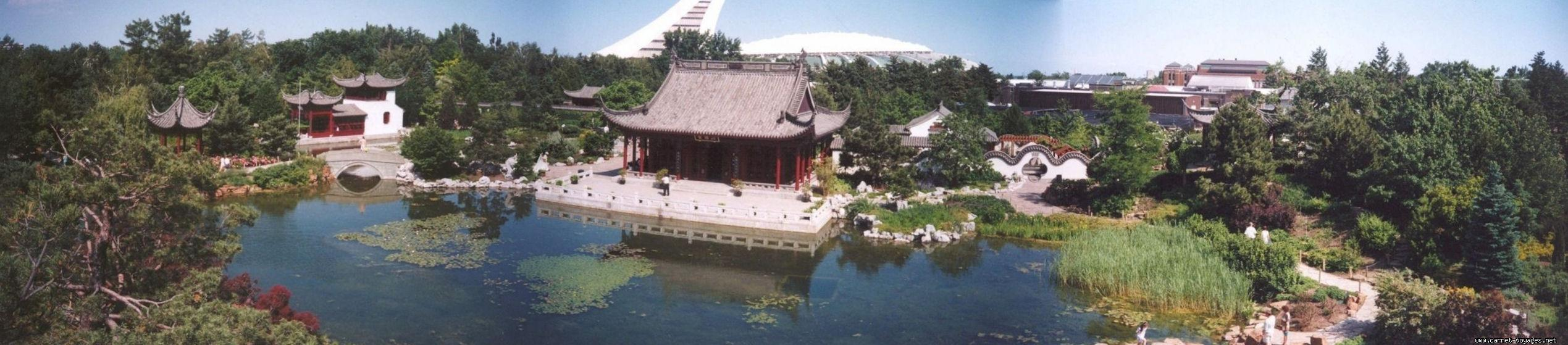
Jardin de Chine

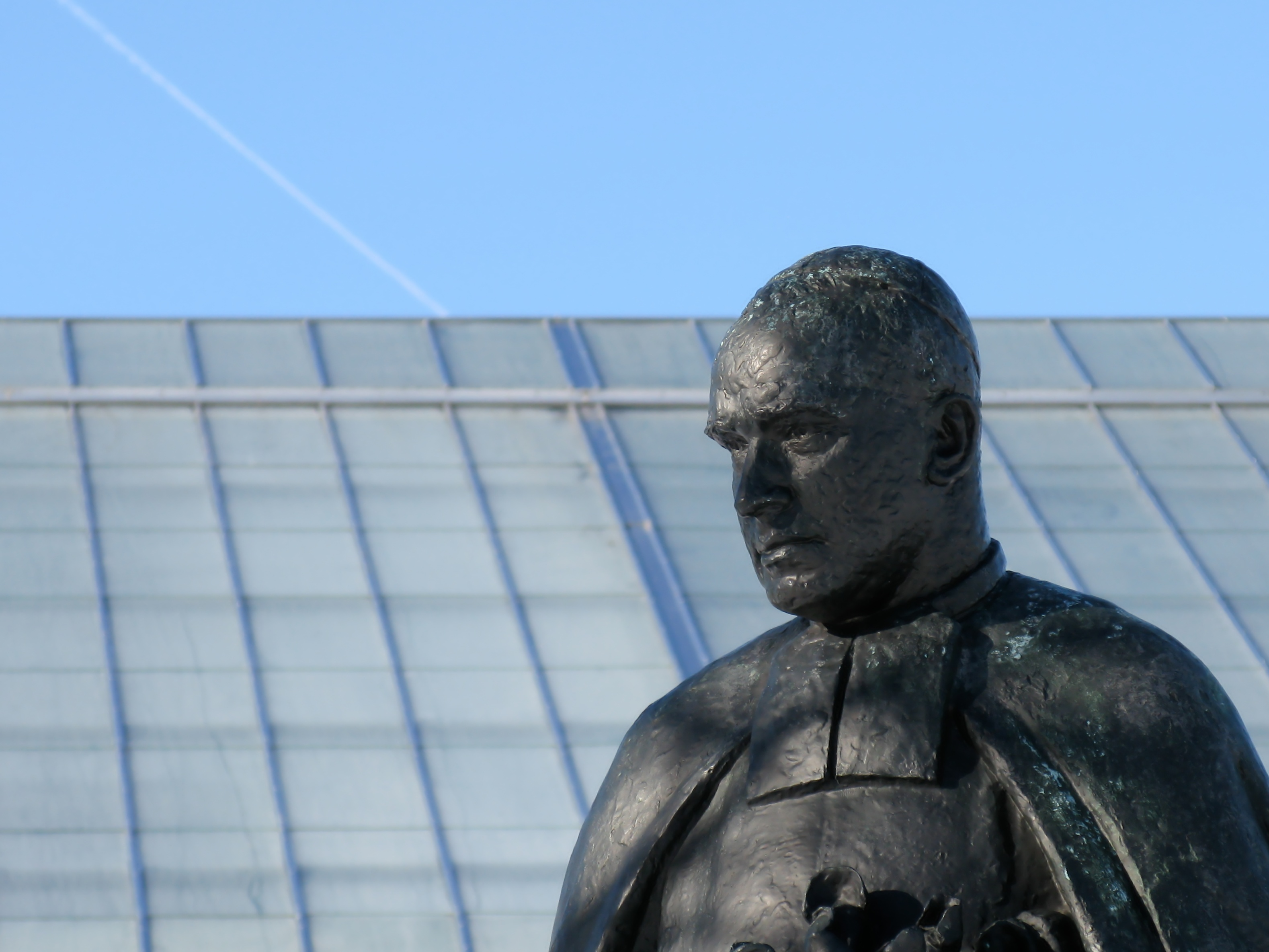
Statue du frère Marie-Victorin.
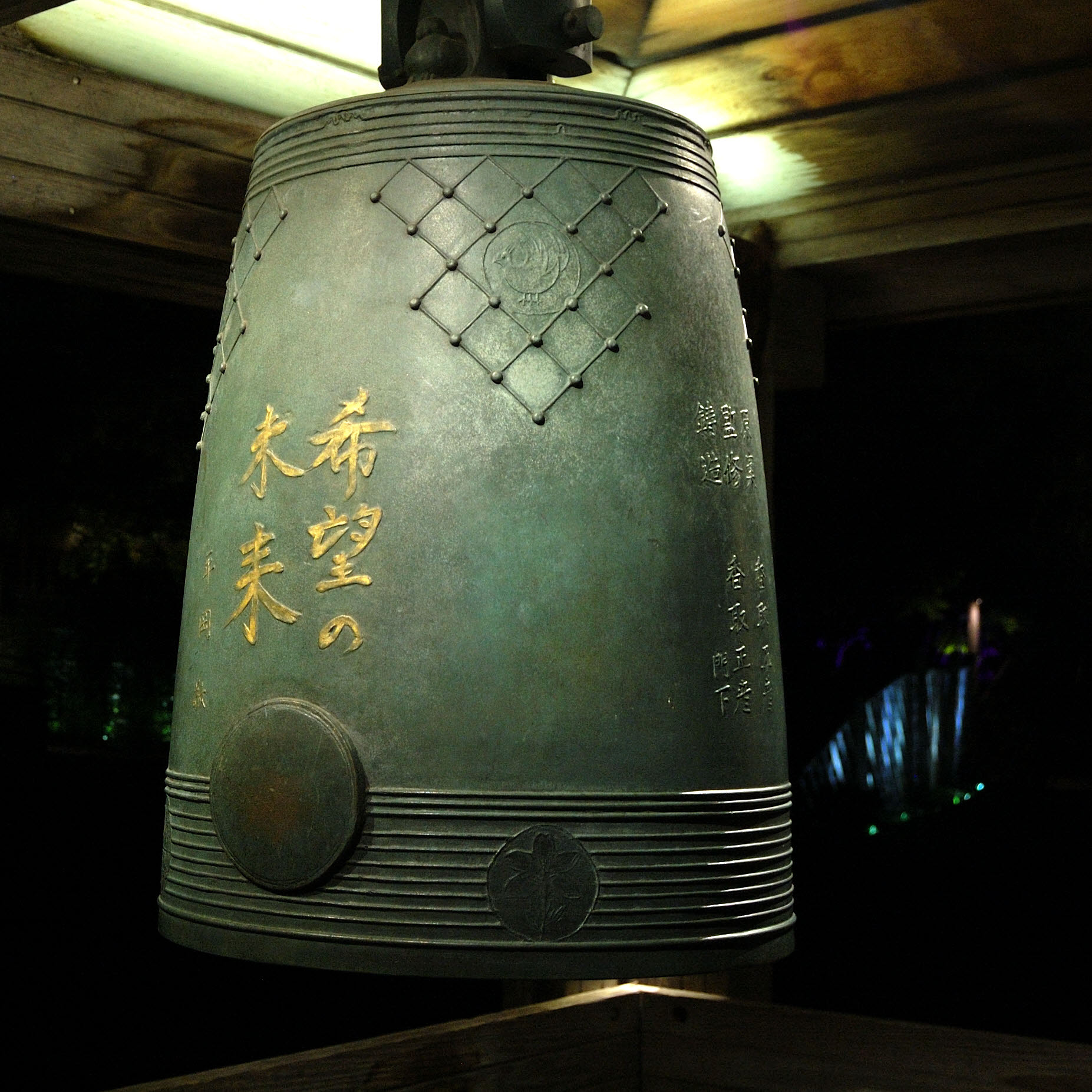
Cloche de la paix, Montréal-Hiroshima.
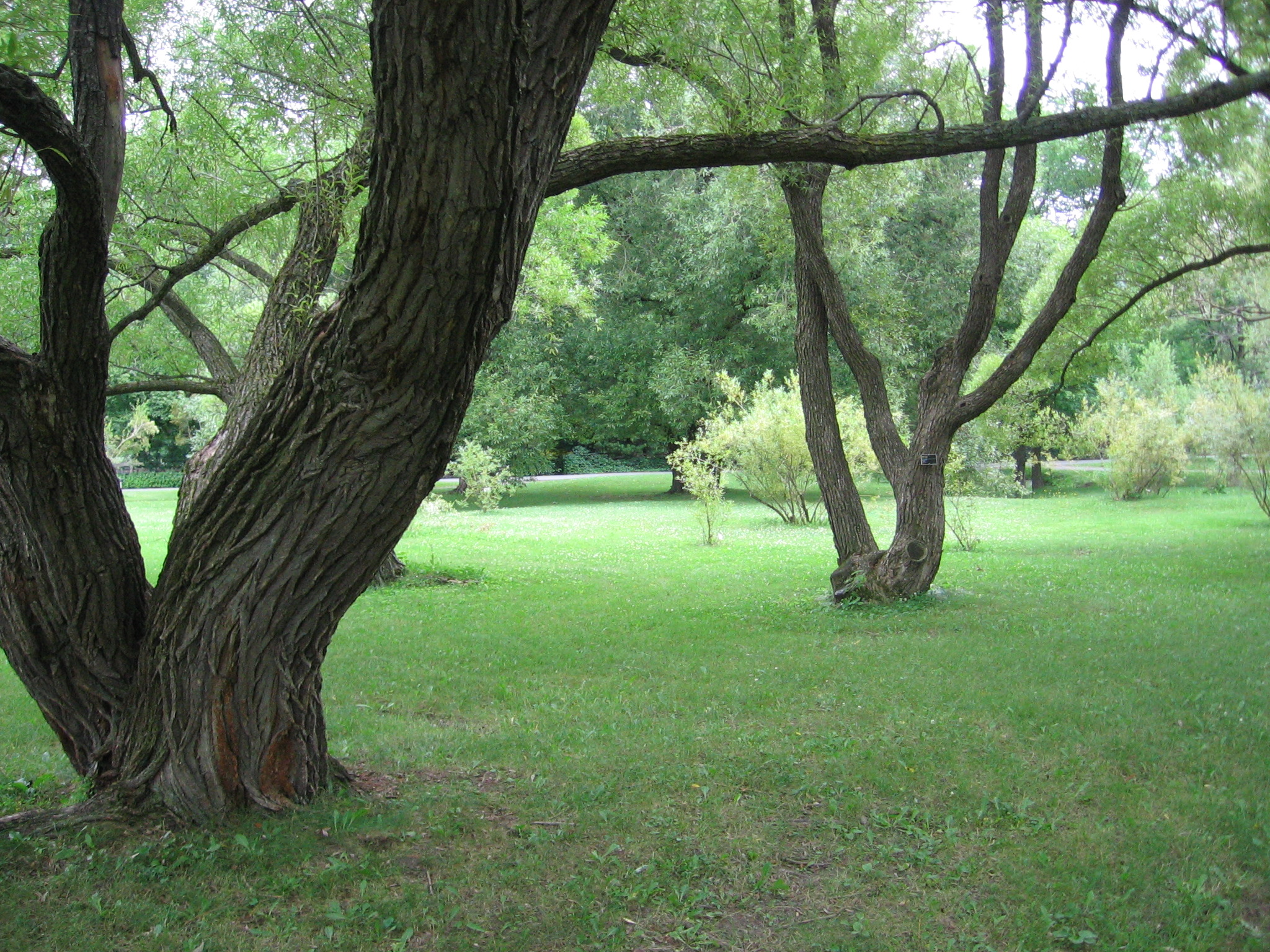
Les saules pleureurs à l'Arboretum.
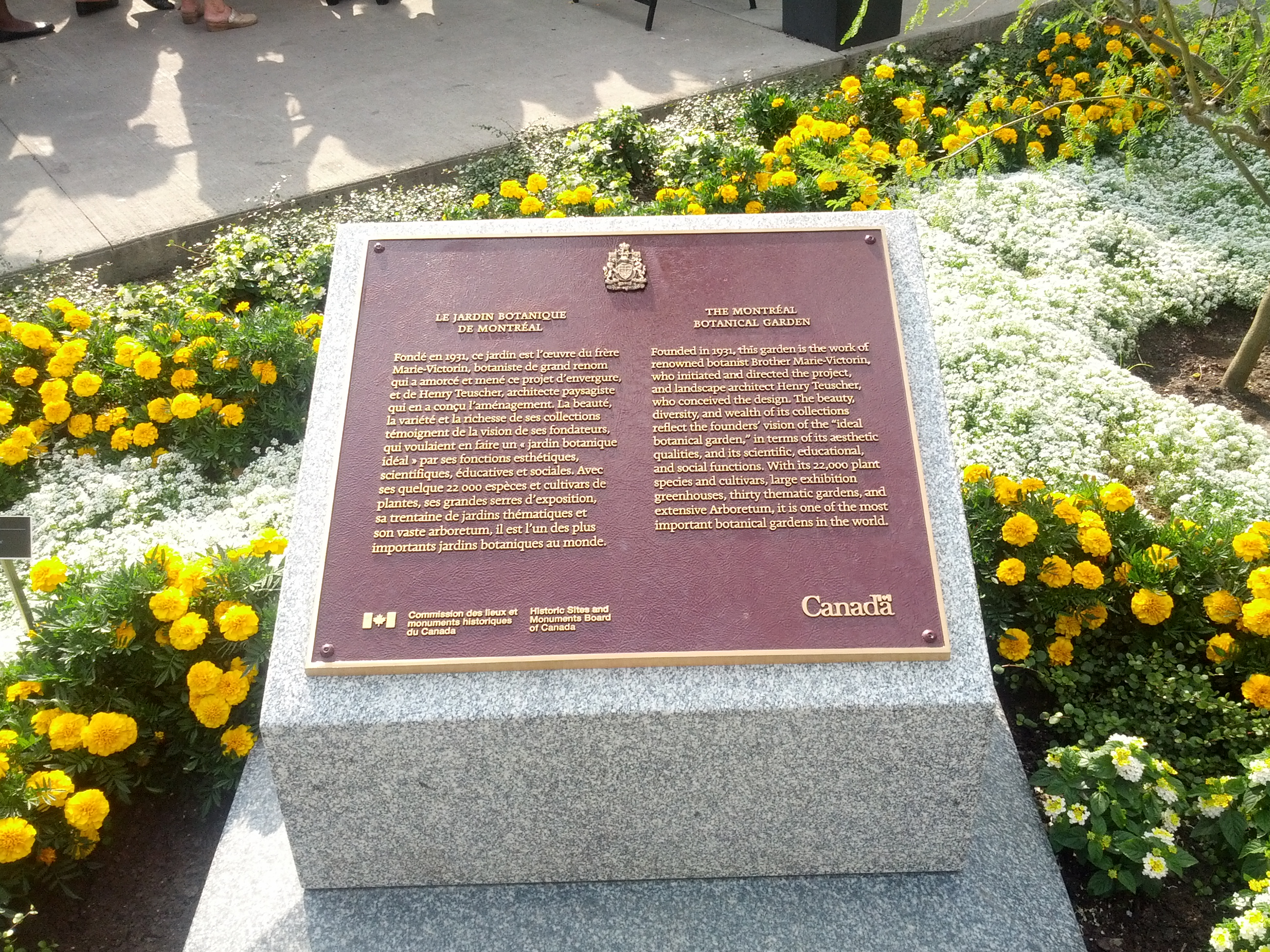
Une plaque à l'entrée du Jardin botanique.
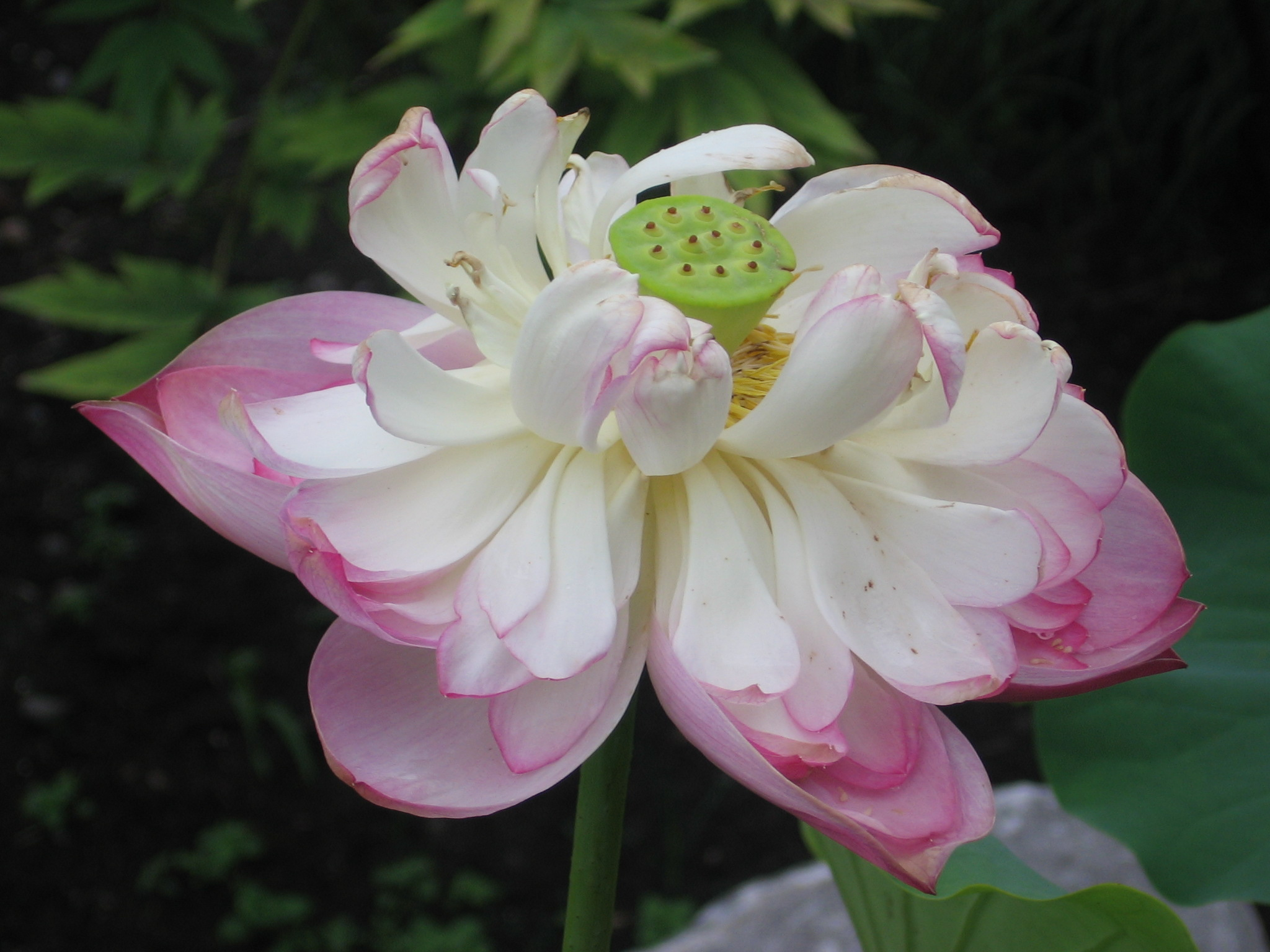
Une fleur de lotus au jardin japonais.
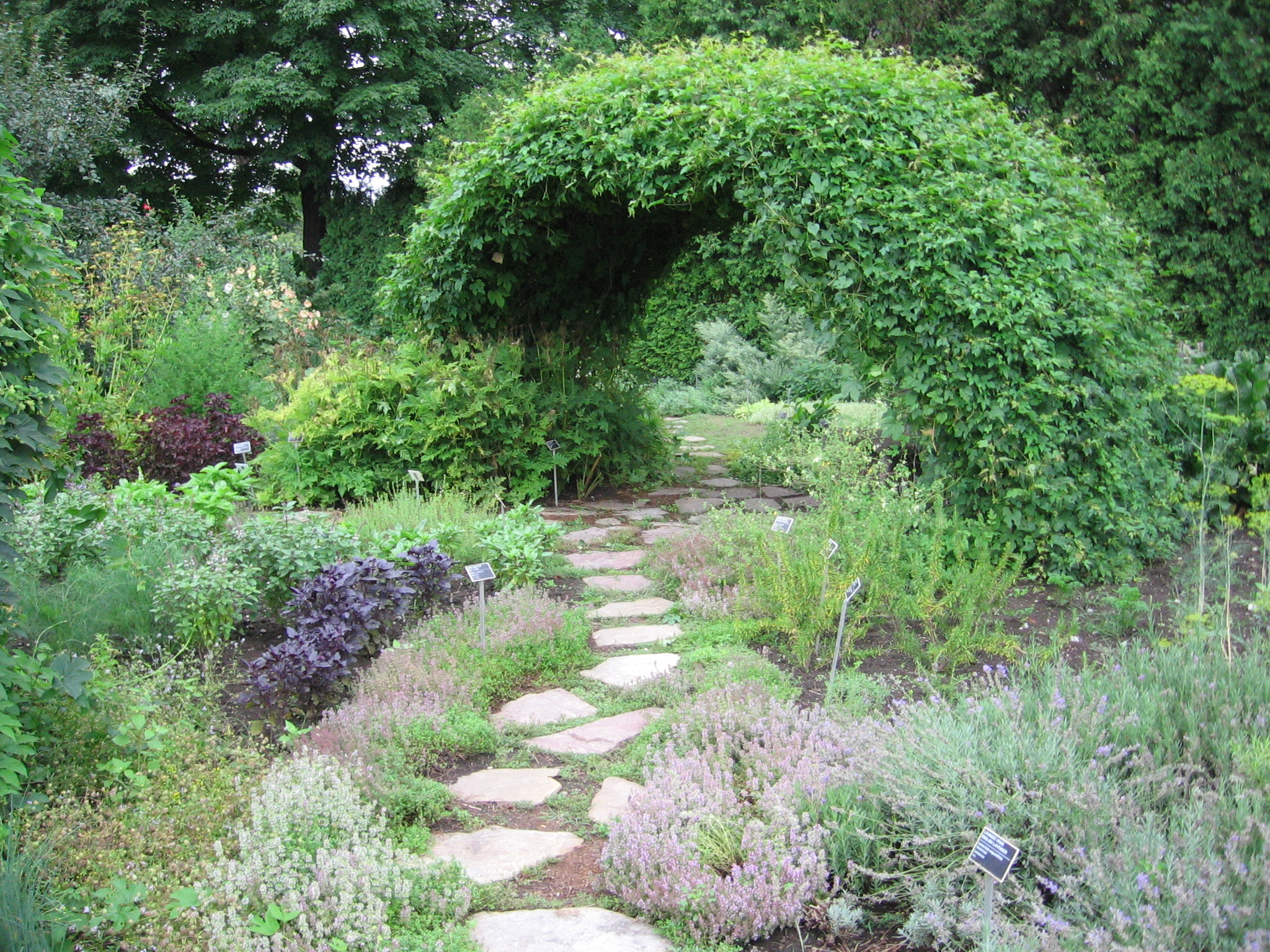
Un arc de vignes.
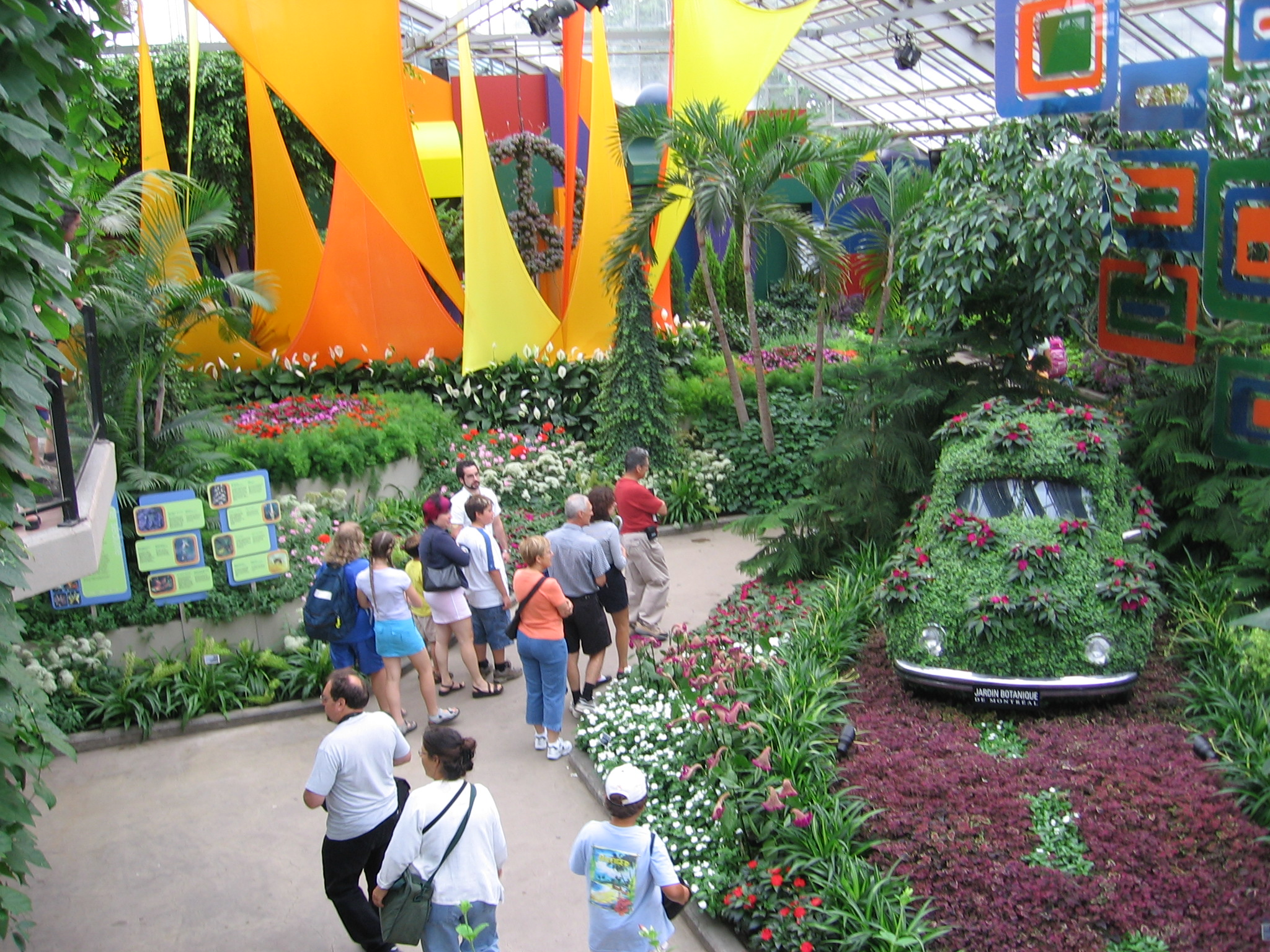
L'exposition Flower Power en 2005.
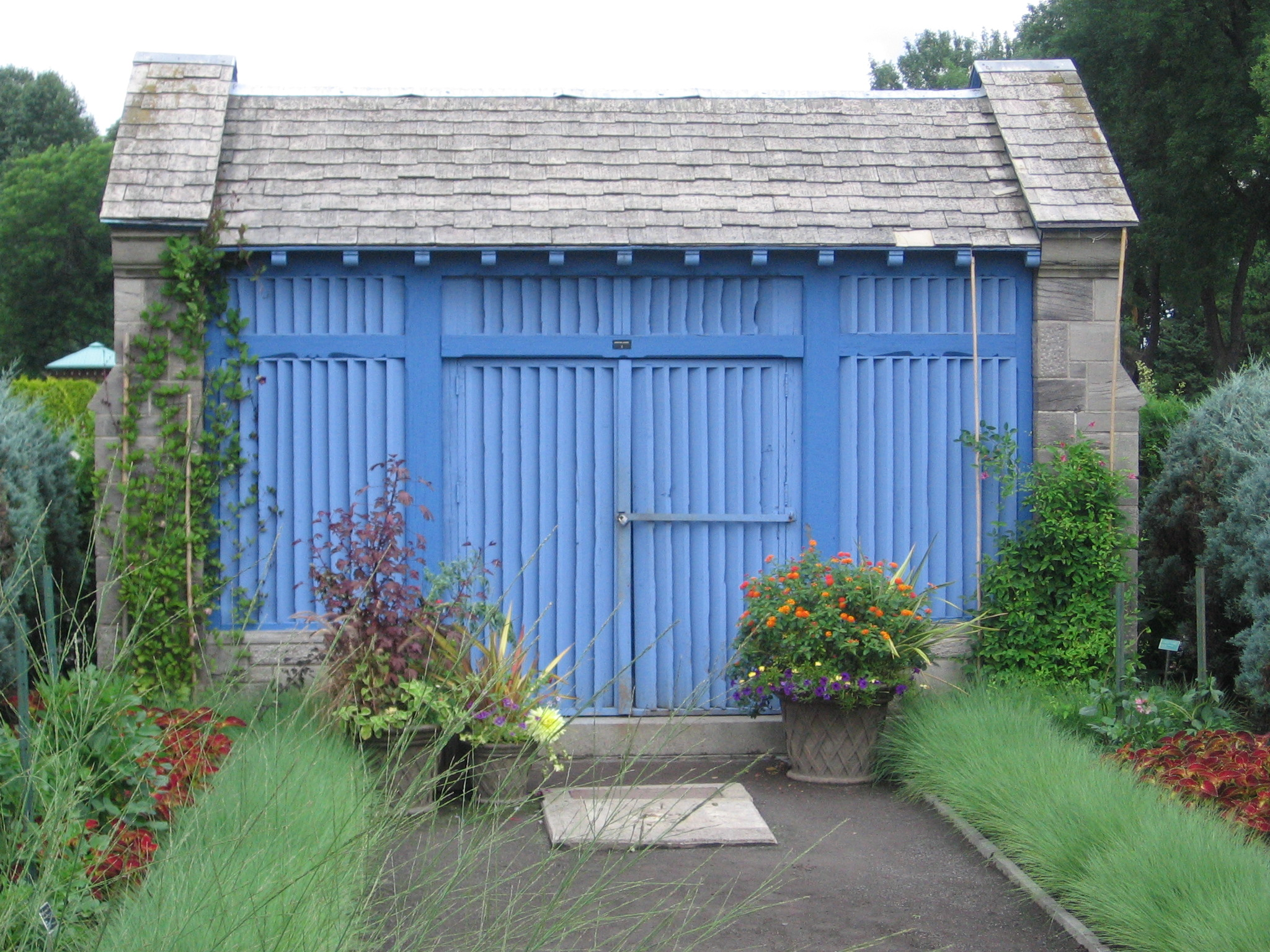
Une cabane à outils bleue.
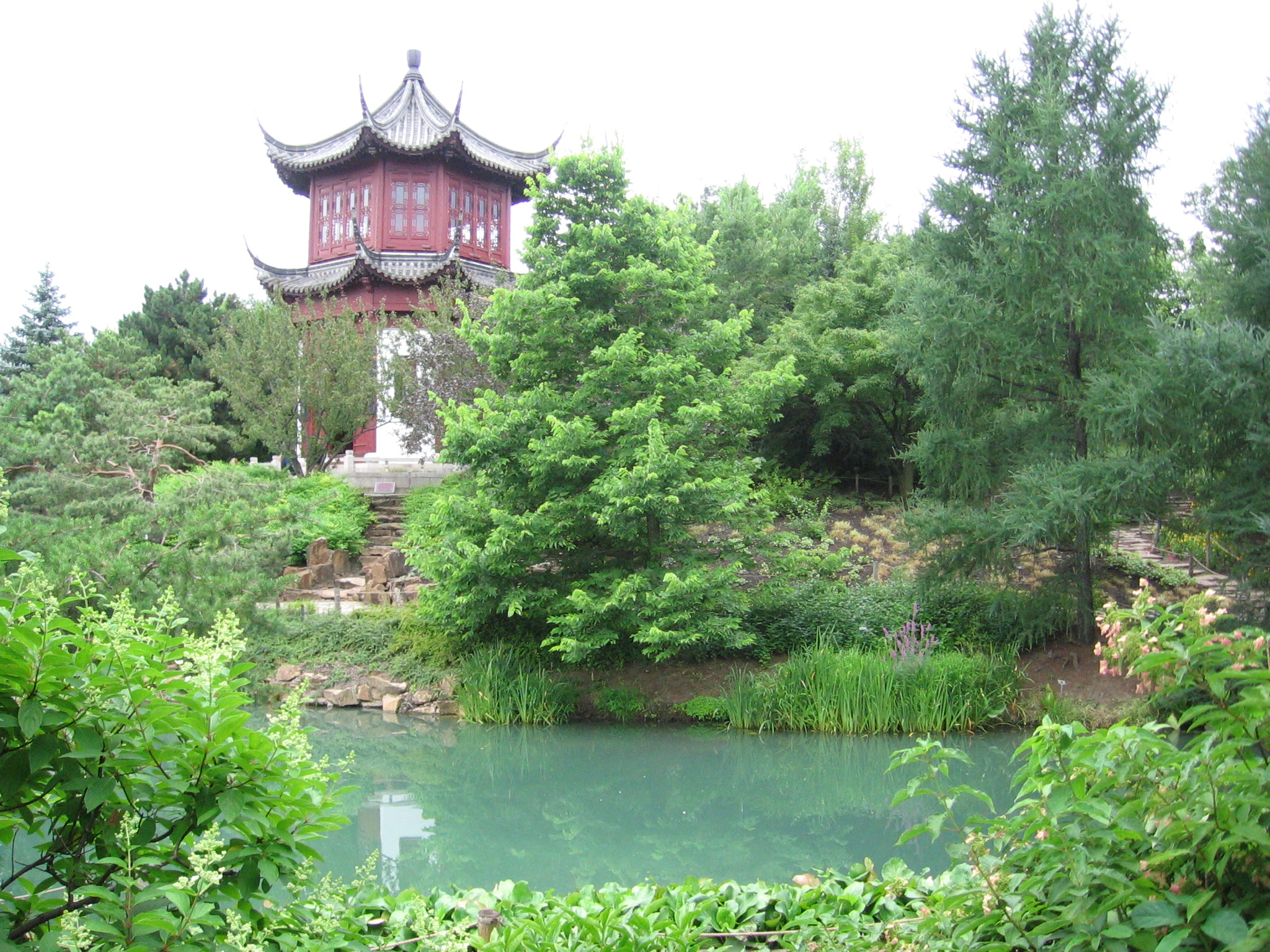
Le jardin chinois.
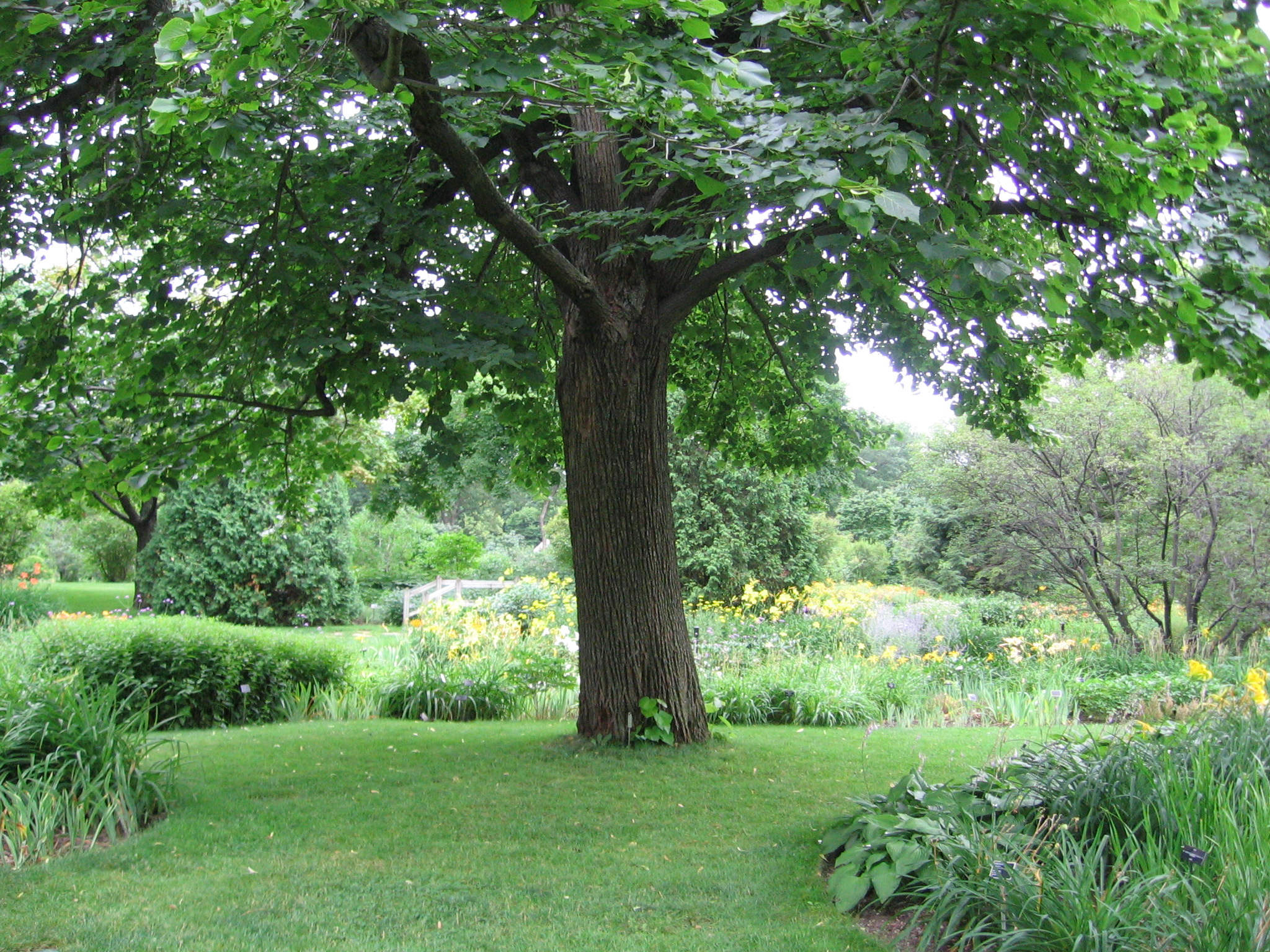
Autour du jardin magnifique.
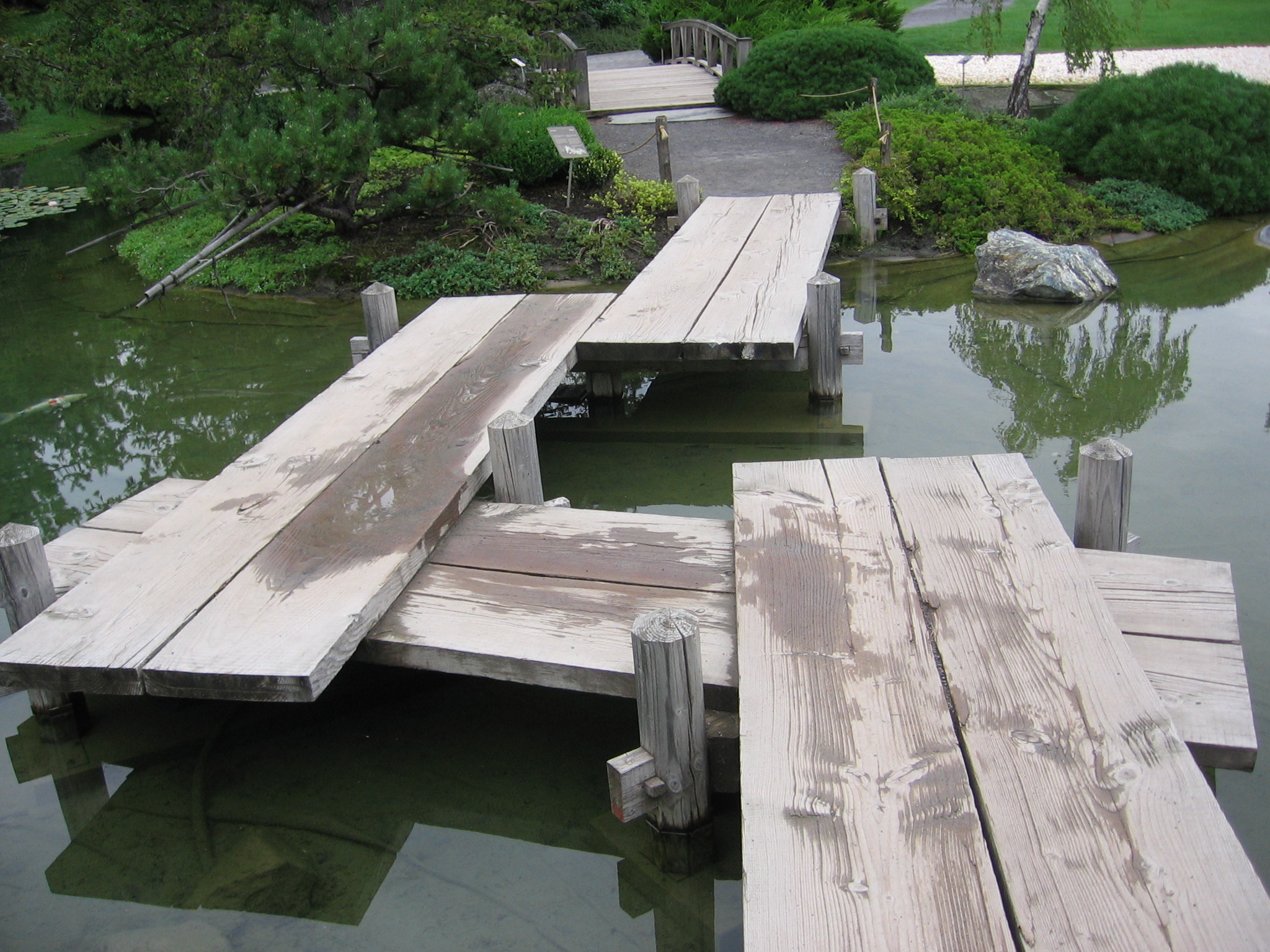
Un pont croche au jardin japonais.
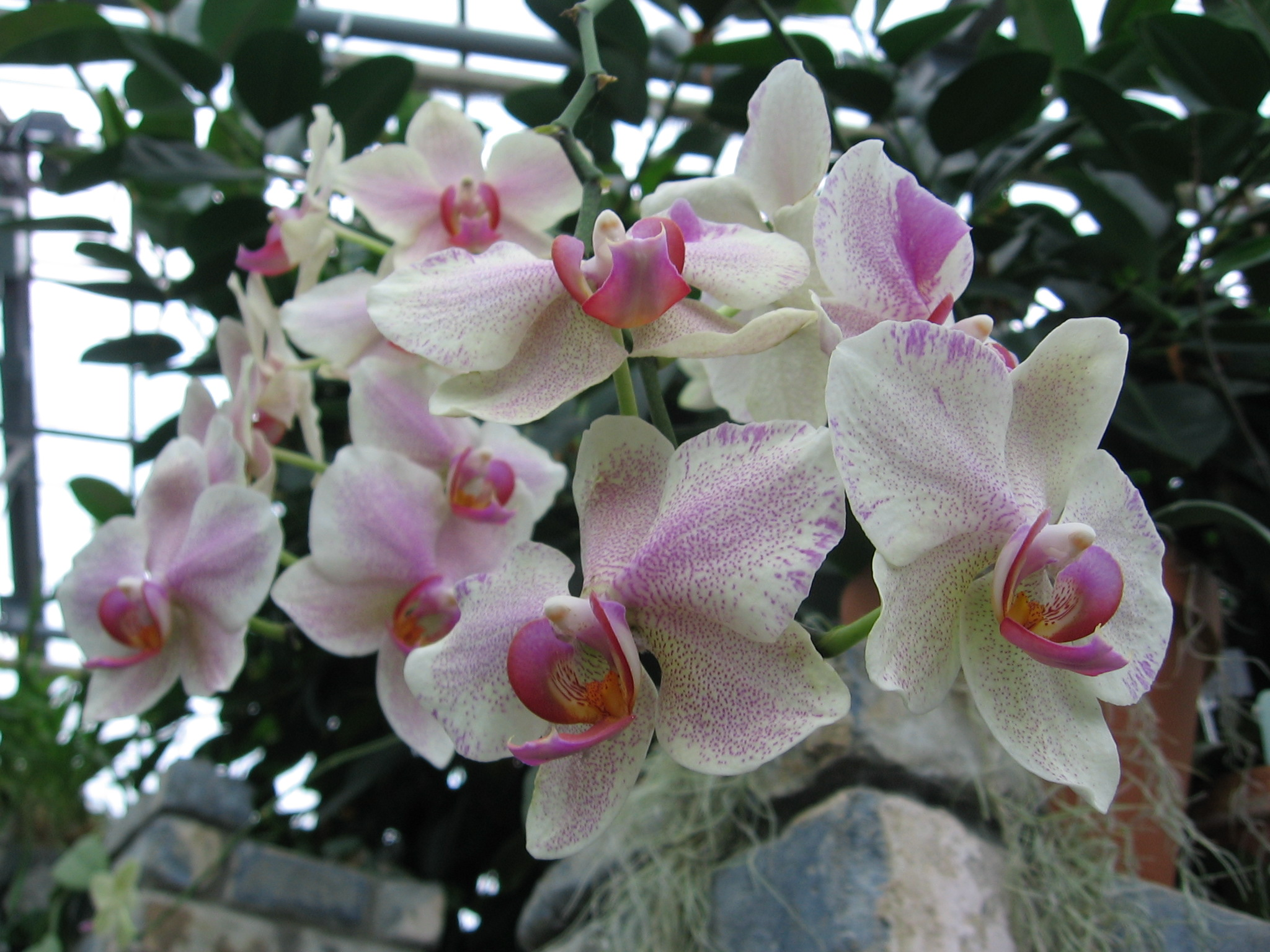
Des orchidées dans l'une des serres principales.
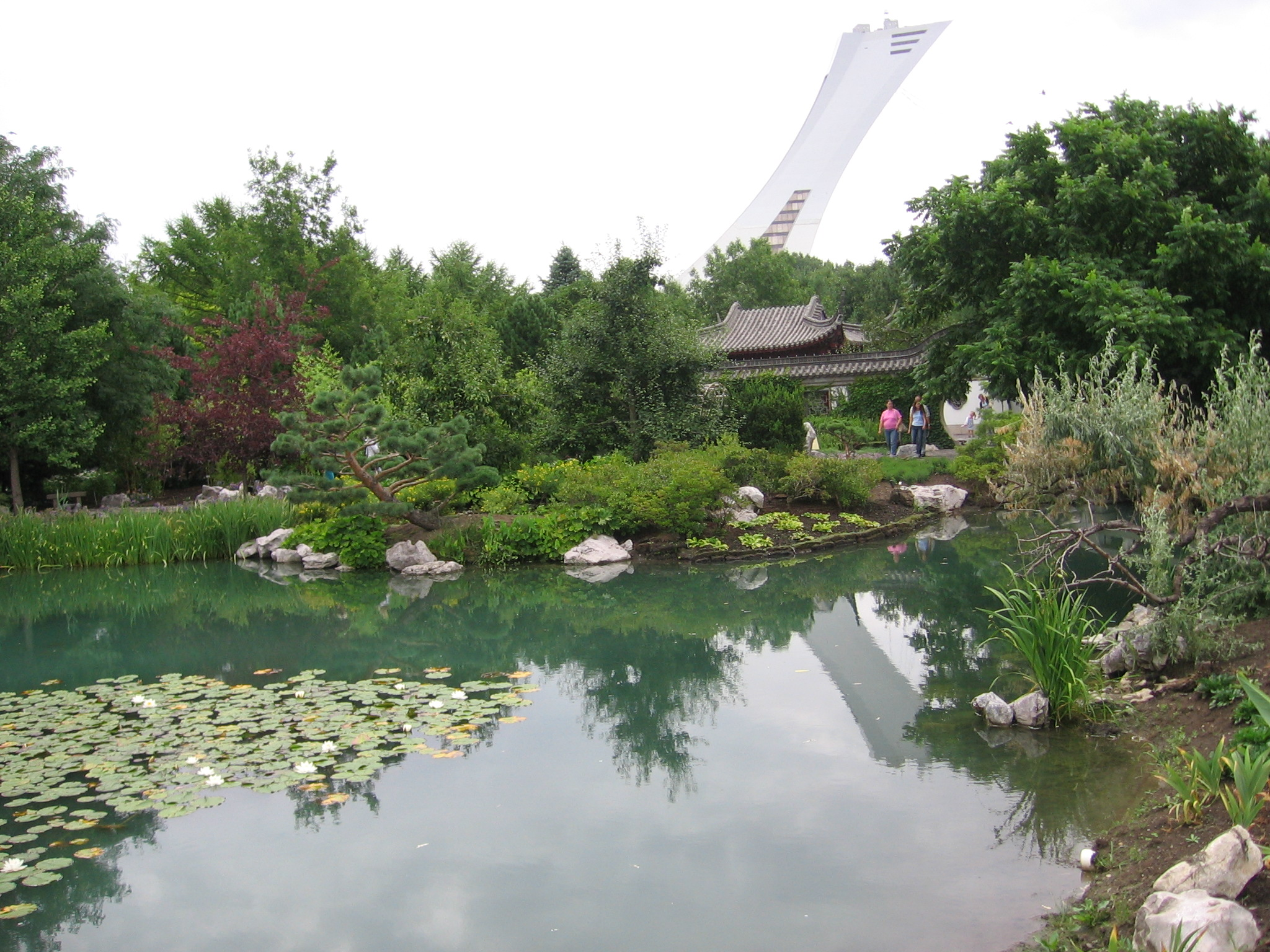
Une vue qui montre la proximité du Stade olympique.
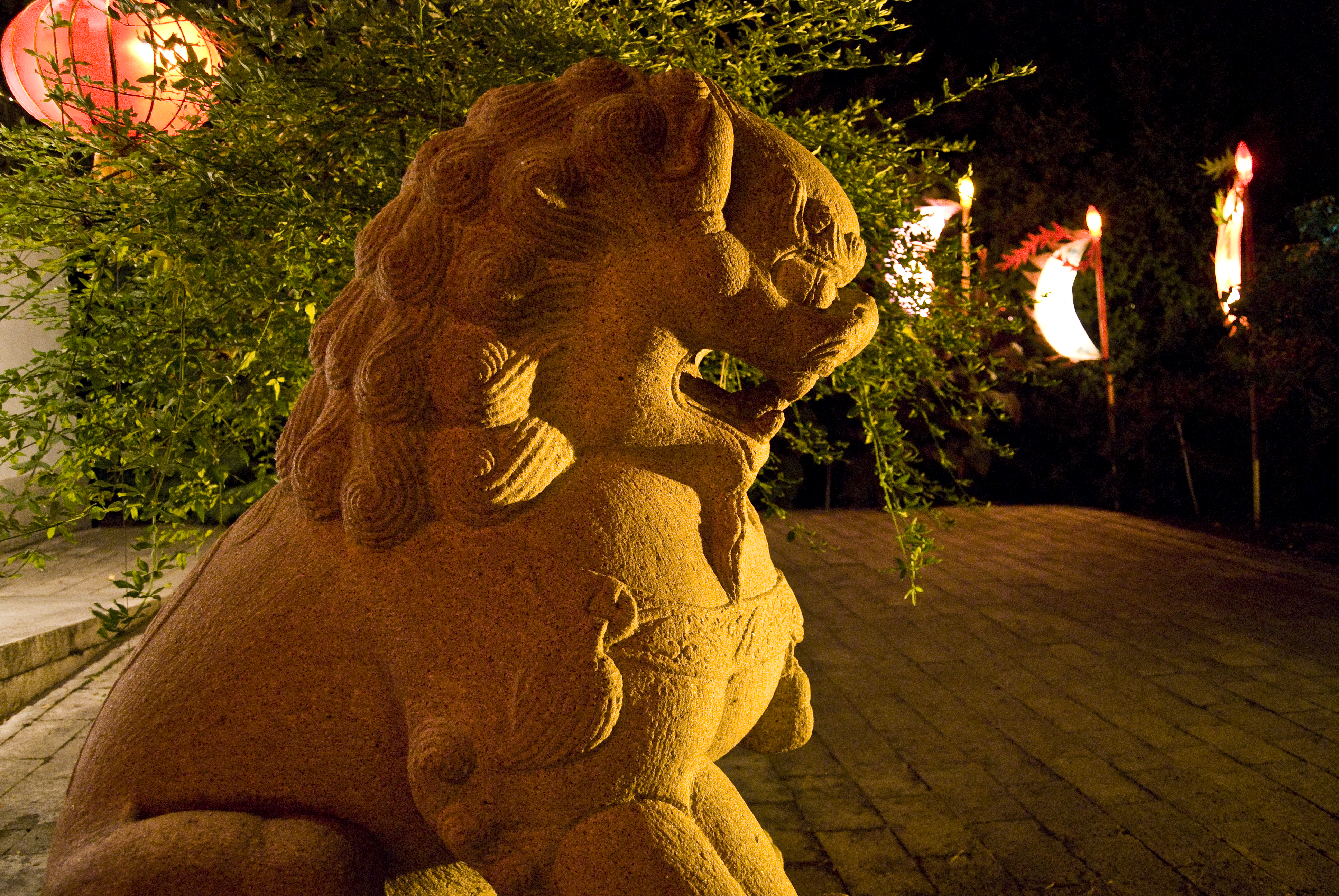
Le jardin chinois.
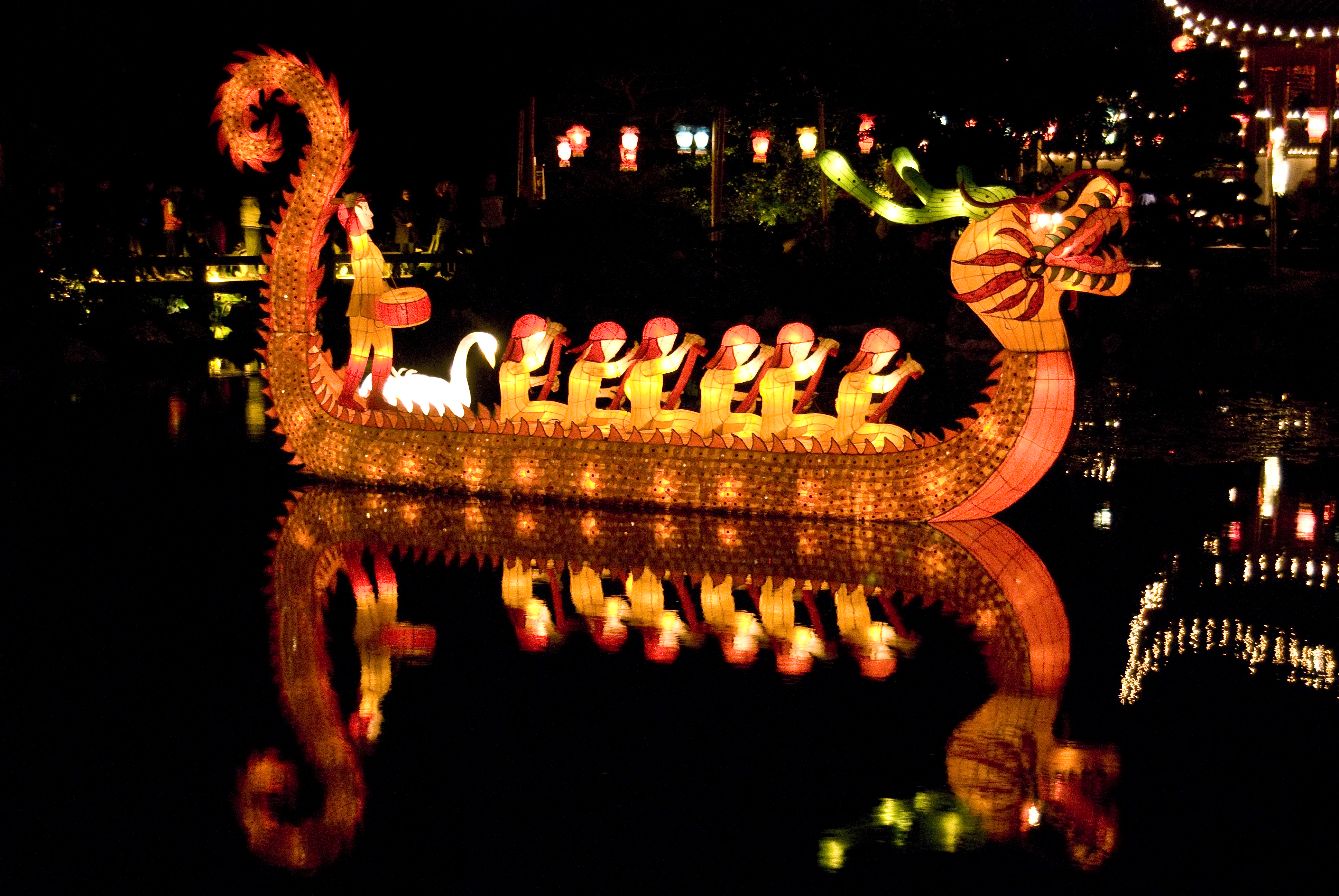
Le jardin chinois.
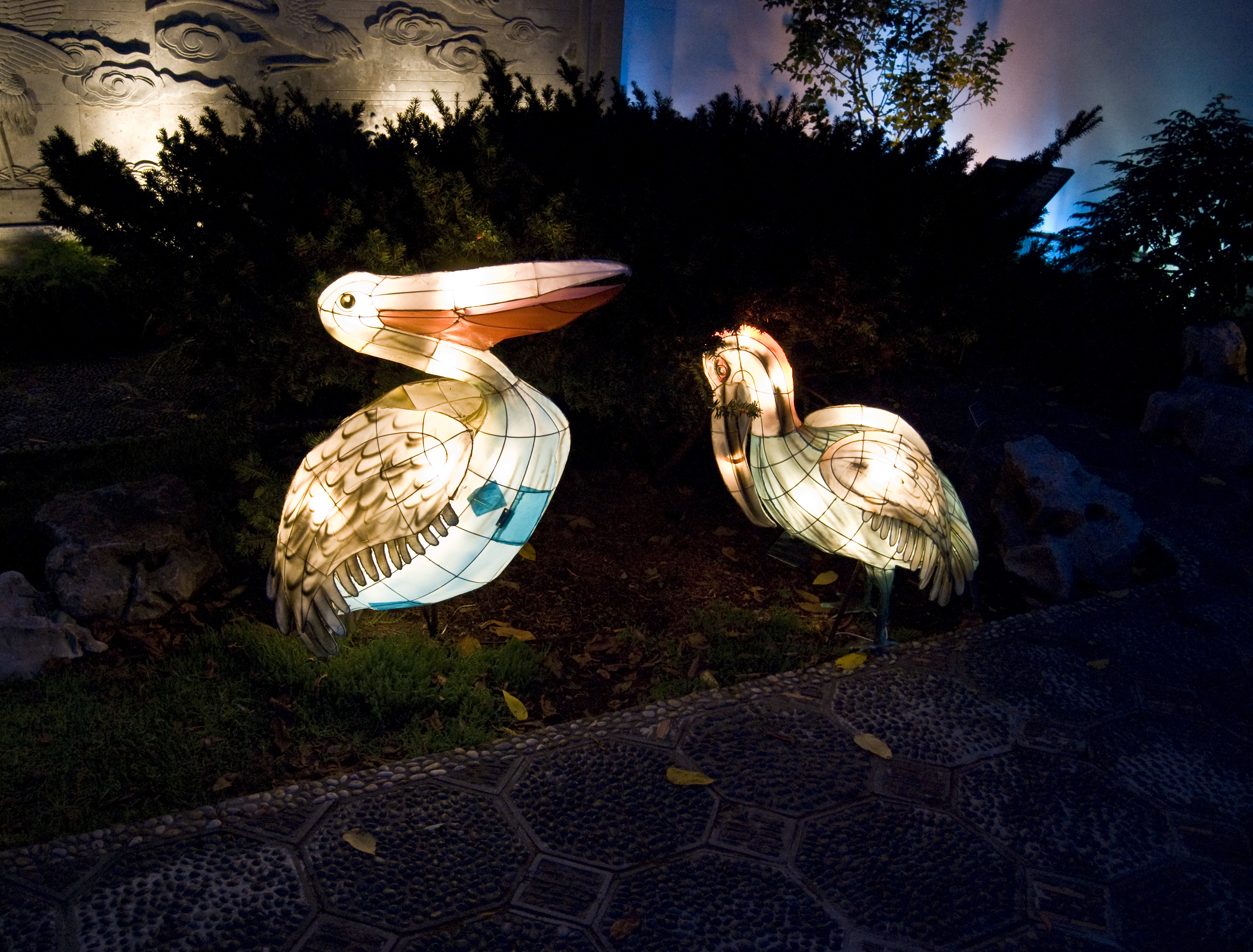
Le jardin chinois.
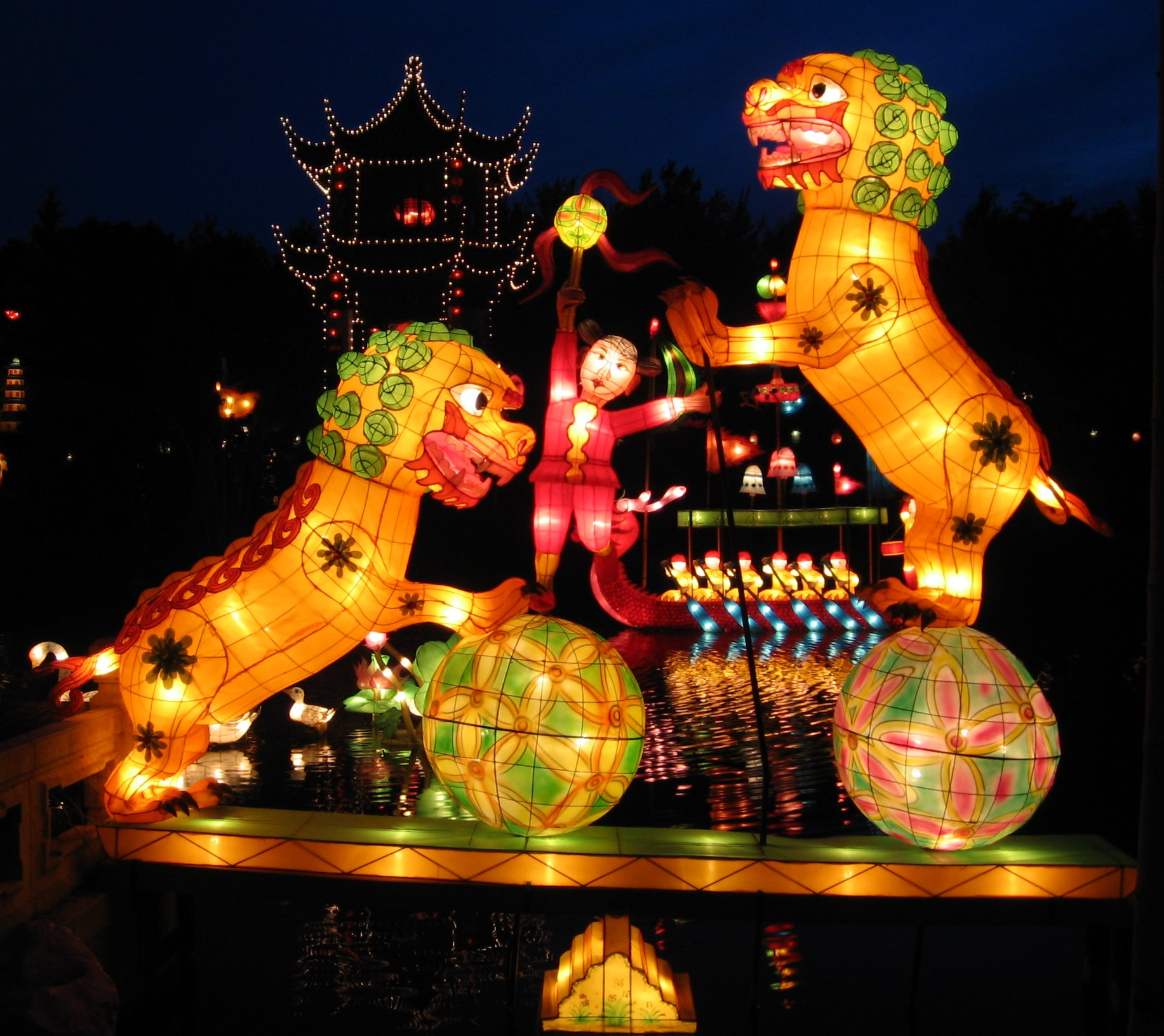
La Magie des Lanternes
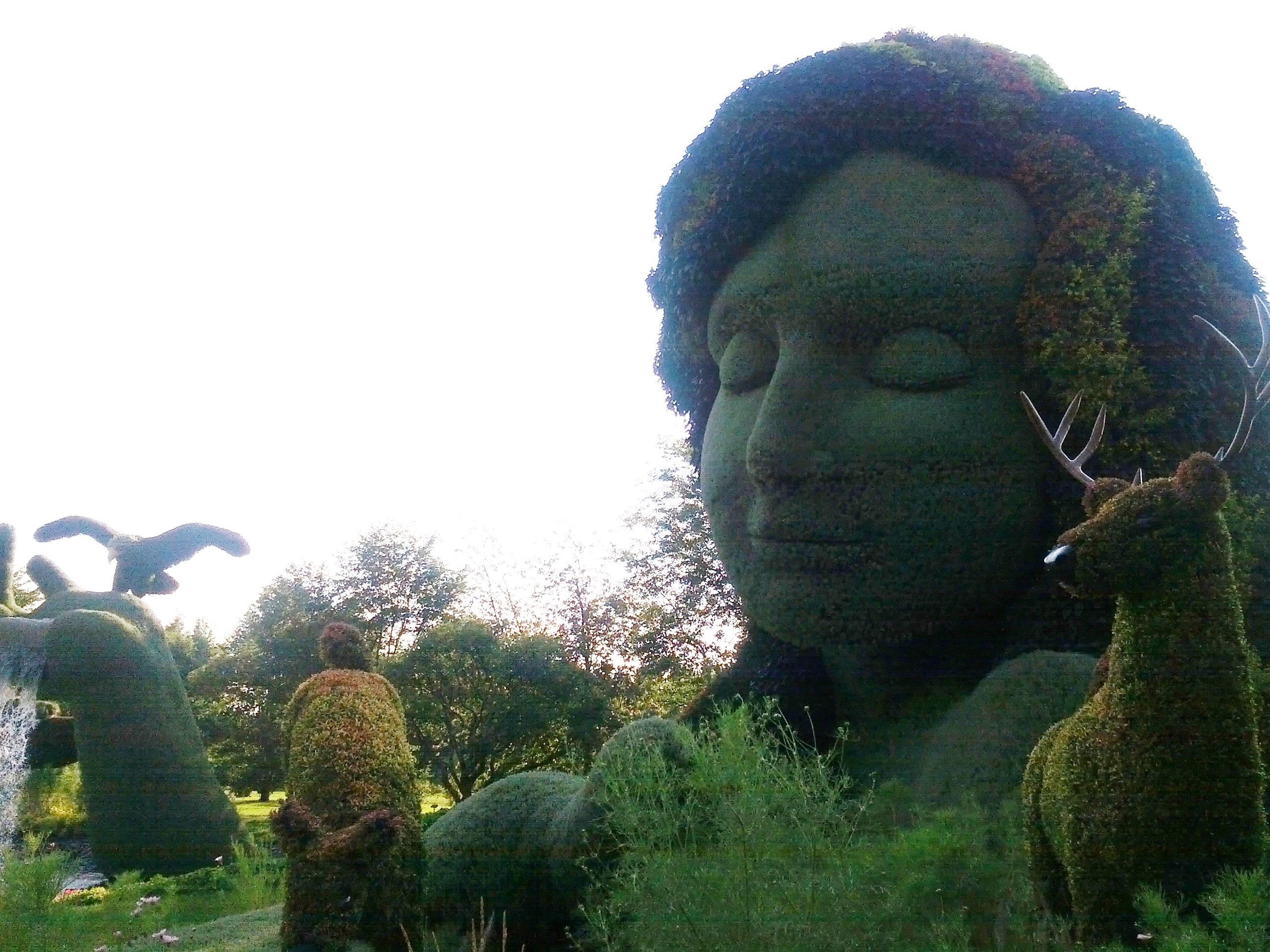
Mosaïcultures, 2013